# Saturn-Shuttle
| Saturn-Shuttle (Projekt eingestellt) | Saturn-Shuttle (Projekt eingestellt) |
| ------------------------------------ | ------------------------------------ |
|                                      |                                      |
| Orbiter                              |                                      |
| Startmasse (maximal)                 | 2.304.000 kg                         |
| Nutzlast in LEO                      | max. 60,500 kg                       |
| Besatzung                            | 8 Personen                           |
| Trägerrakete                         | modifizierte Saturn V                |

Beim Saturn-Shuttle handelt es sich um das Konzept einer amerikanischen Orbitalrakete. Eine modifizierte, geflügelte und wiederverwertbare Raketenstufe Saturn-IC (S-IC) sollte als Booster für das Space Shuttle verwendet werden.
Als Grumman/Boeing, Lockheed, McDonnell Douglas und Rockwell bei der Entwicklung des Space Shuttles im Jahr 1971 den Kostenrahmen nicht einzuhalten vermochten, wurden Möglichkeiten gesucht, um die Entwicklungskosten zu reduzieren: Als „Saturn-Shuttle“ wurde hier die Kombination der Erststufe der Saturn V, die S-IC mit dem Space-Shuttle-Orbiter bezeichnet.
Ein Memorandum über diese Kombination wurde schon 1969 bei Bellcom verfasst, einem von der NASA beauftragten Planungs-Unternehmen. Der Ingenieur C. Eley untersuchte dabei, wie eine Orbiter/S-IC Kombination gewartet und gestartet werden könnte. Er kam dabei zu dem Schluss, dass die S-IC nahezu unmodifiziert ihre Aufgabe als Booster erfüllen könnte.
Die als Booster eingesetzte „Saturn IC“ wäre, mit Ausnahme der F-1-Triebwerke, wiederverwertbar gewesen. Da dieser Nachteil jedoch als inakzeptabel aufgefasst wurde, wurde die Studie nicht weiter verfolgt und separate Booster entwickelt.